# Renault Trucks gamme D
La gamme Renault Trucks  D est une gamme de  camions de distribution fabriquée par Renault Trucks.
Le 11 juin 2013, le constructeur a présenté des camions renouvelés répondant à la norme Euro 6, dont les modèles de la gamme D avec trois largeurs de cabine : 2,30 ; 2,10 et 2 mètres.
En 2022, Renault Trucks a lancé une variante électrique,.

## Renault Trucks D Wide - Cabine2,30m
Il s'agit de la cabine du Premium Distribution modernisée et équipée de moteurs diesel 6 cylindres en ligne à injection directe de 250 à 430 ch et d'une boîte de vitesses robotisée en série. Le camion existe en configuration 4x2 ou 6x2 pour un poids total autorisé en charge (P.T.A.C.) de 19 à 26 tonnes.

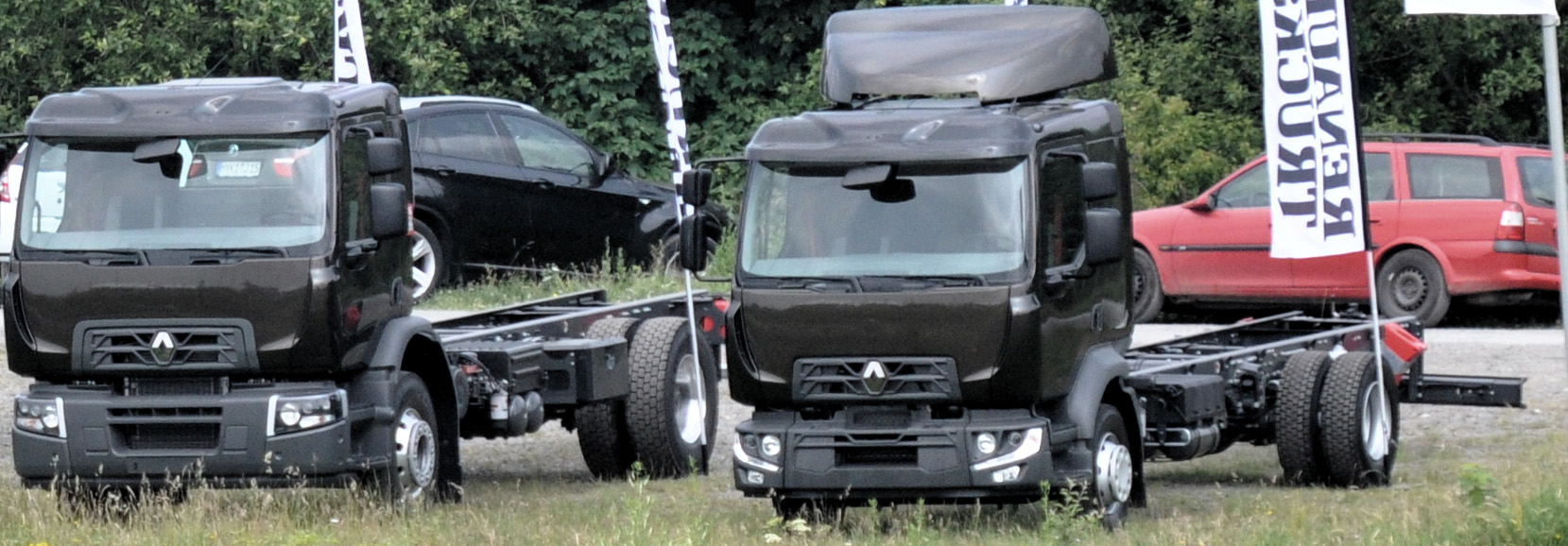
Renault D Wide et D.

## Renault Trucks D - Cabine2,10m
Il s'agit de la cabine du Midlum modernisée et équipée de moteurs diesel de 210 à 280 ch à 4 ou 6 cylindres en ligne à injection directe et d'une boîte de vitesses robotisée en série. Le camion existe en configuration 4x2 ou 4x4 pour un P.T.A.C. de 10 à 19 tonnes.

## Renault Trucks Cab 2 m
La cabine est commune au Nissan NT 500. Cette version a été fabriquée en Espagne à Ávila dans l'usine Nissan Motor Iberica de 2013 à 2017.

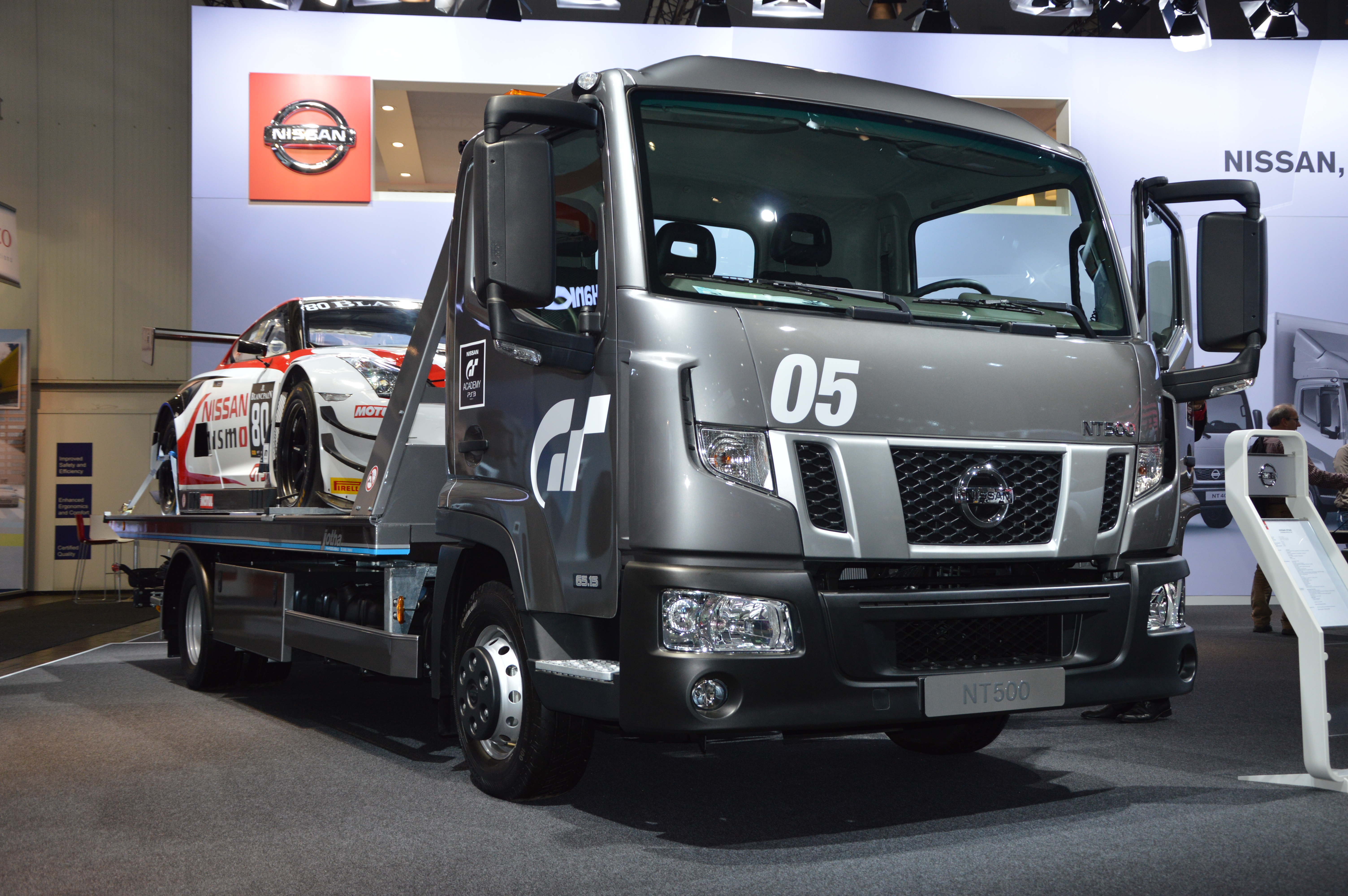
Nissan NT500

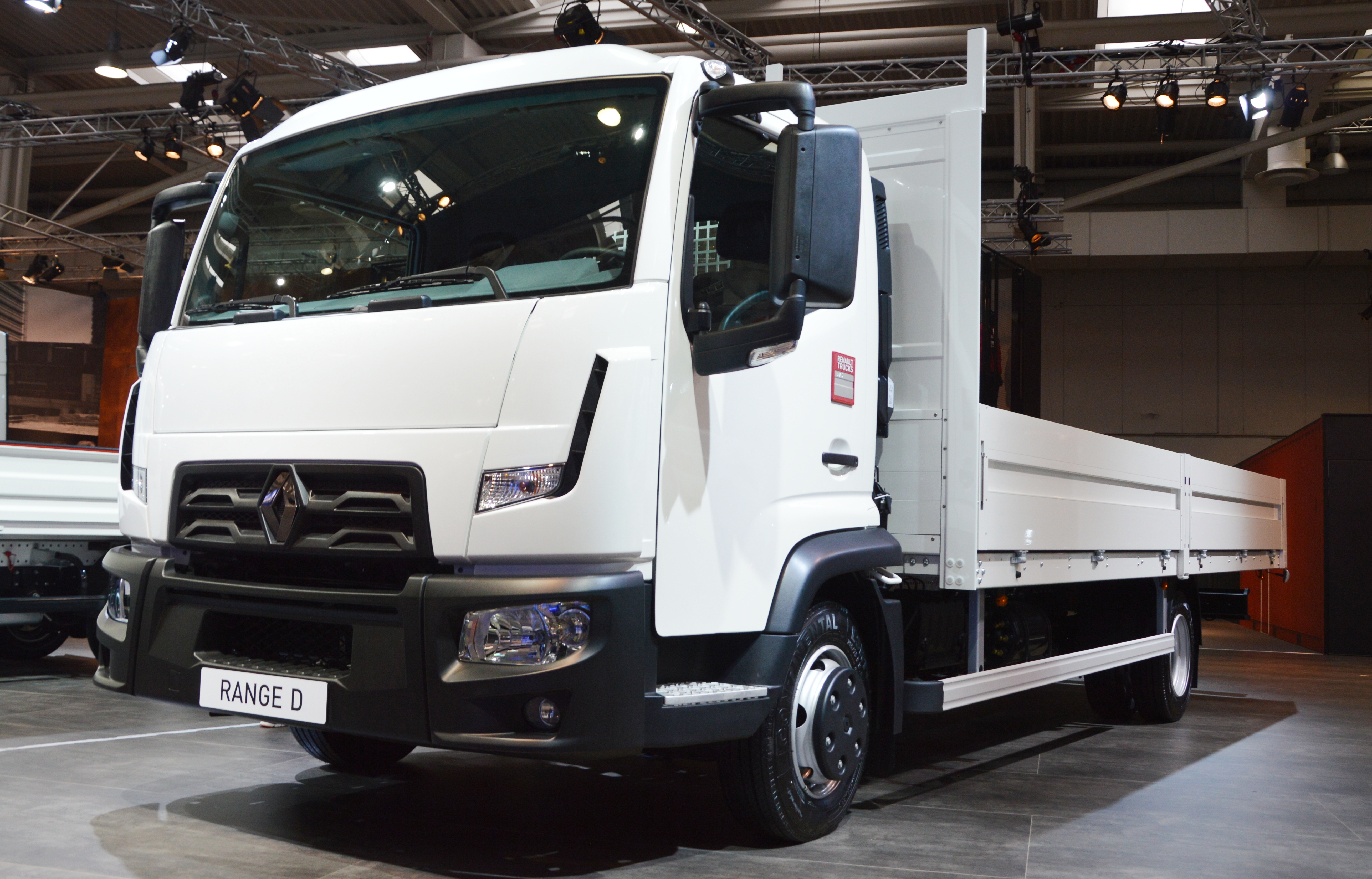
Renault D 7.5